# Hendrik Verwoerd
Hendrik Frensch Verwoerd ([fərˈvuːrt]; Amszterdam, 1901. szeptember 8. – Fokváros, 1966. szeptember 6.) dél-afrikai politikus, tudós, a Die Transvaler újság főszerkesztője. Verwoerd jelentős szerepet játszott az apartheid társadalmi megtervezésében, az ország intézményesített faji szegregációjának megtermtésében, mint bennszülöttügyi miniszterként (1950–1958), majd miniszterelnökként (1958–1966). Ezenkívül Verwoerdnek köszönhette a Nemzeti Párt az 1948-as általános választásokon aratott győzelmét, mivel ezidőtájt Verwoerd a párt főpropagandistája volt. Verwoerd volt a Dél-afrikai Unió utolsó miniszterelnöke, majd az 1961-es köztársasággá alakulást követően a Dél-afrikai Köztársaság első miniszterelnöke egészen 1966-os meggyilkolásáig.